# Vorstendom Balsha
Het vorstendom Balsha (Albanees: Principata e Balshajve) (1360-1421) is de benaming van Zeta onder heerschappij van de Albanese adellijke familie Balsha. Het besloeg delen in het huidige noord-Albanië, zuid-Montenegro en west-Kosovo. De Balsha-dynastie regeerde gedurende deze periode ook over Vlorë in zuid-Albanië. 

## Geschiedenis
Het vroege Zeta was van oorsprong een Servisch vorstendom binnen het Keizerrijk Servië geregeerd door het Huis Nemanjić. Het vorstendom Zeta ontstond omstreeks 1360 en kwam onder heerschappij van de Albanese Balsha-dynastie nadat deze familie gebieden van de Servische edelmannen Žarko Žarković en Đuraš Ilijić hadden veroverd. De Balsha-dynastie had zich tijdens expansie van het Keizerrijk Servië naar noord-Albanië in grote delen geassimileerd, desondanks worden zij door de middeleeuwse Servische archieven Albanese heersers van Zeta genoemd.Dit geldt ook voor Ottomaanse en Hongaarse heersers van die tijd.
De Balsha's wisten zich na de dood van de Servische koning Stefan Dušan uit te breiden naar het noorden, huidig Montenegro, als gevolg van het zwakke beleid van diens op opvolger Stefan Uroš V. Vanaf 1360 tot 1421 heersten de Balsha's over Zeta onder de vorsten Balsha I,
Gjergj I, Balsha II, Gjergj II en Balsha III. De prinsessen Komnena en Rudina heersten als vorstinnen over het vorstendom Valona in Vlorë.
In 1421 deed Balsha III troonafstand van de heerschappij over Zeta. Het vorstendom werd onderdeel van het despotaat van Stefan Lazarević, andere gebieden van het vorstendom werden onderdeel van de Crnojević- en Dukagjini-dynastie. De Balsha-dynastie voegde zich in 1444 bij de Albanese alliantie Liga van Lezhë.

## Vorsten
- Balsha I (1360-1362)
- Strazimir Balsha (1362-1373)
- Gjergj Balsha (1362-1378)
- Balsha II (1378-1385)
- Gjergj II Balsha (1385-1403)
- Balsha III (1403-1421)
- Komnena Balsha (1385–1396)
- Rudina Balsha (1414–1417)

## Kaarten

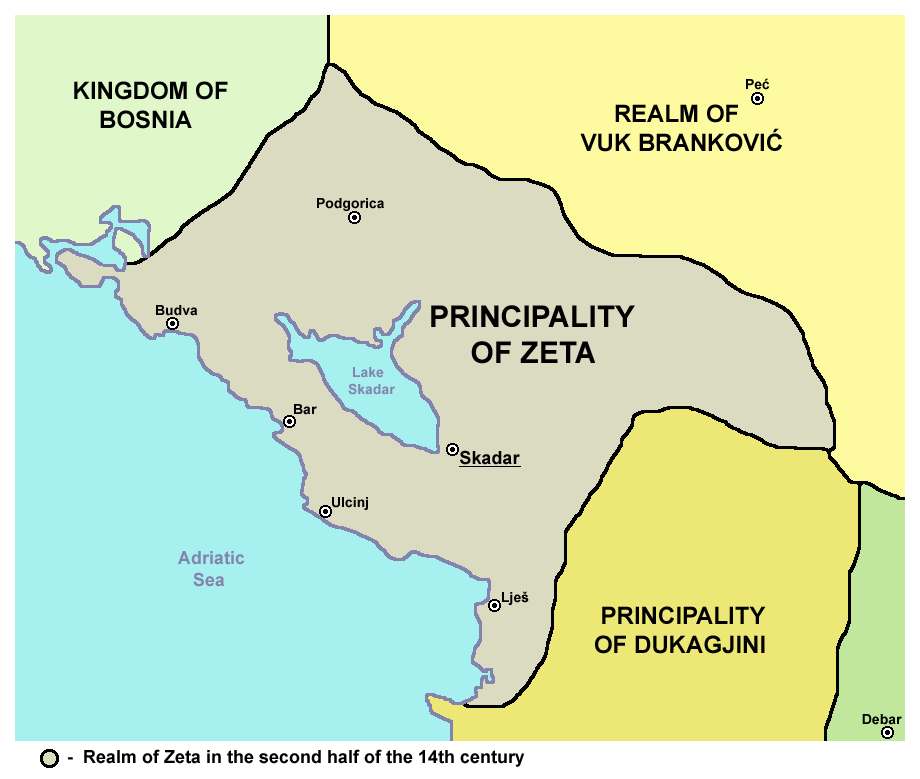
14e eeuw
1372-1378